# آریرانگ تی‌وی
آریرانگ تی‌وی (انگلیسی: Arirang TV; کره‌ای: 아리랑 TV، نویسه گردانی: Arirang tibeui) یک شبکه تلویزیونی کره جنوبی به زبان انگلیسی مستقر در سئول و با هدف مخاطب‌های خارج از کشور می‌باشد. این شبکه توسط بنیاد پخش بین‌المللی کره اداره می‌شود و از نظر مالی توسط وزارت فرهنگ، ورزش و جهانگردی کره جنوبی حمایت می‌شود. این شبکه که در ۱۰۳ کشور به روی آنتن می‌رود، هدف ارائهٔ یک دیدگاه گسترده و آموزنده از امور شبه جزیرهٔ کره و نیز مسائل جهانی از دیدگاه جهانی دارد.
این شبکه برنامه‌های متفاوتی را در کشورهای مختلف پخش می‌کند، اما به‌طور کلی اخبار، برنامه‌های فرهنگی، برنامه‌های آموزشی و مستندها را پخش می‌کند.
برنامه‌های خبری اصلی آن، گزارش‌های مربوط به وضعیت فعلی و مصاحبه‌های عمیق با متخصصان جهانی و افراد برجسته را نشان می‌دهد.